# 2007 WD5
2007 WD5 — околоземный астероид из группы аполлонов, который характеризуется сильно вытянутой орбитой, пересекающей орбиту Марса. Он был открыт 20 ноября 2007 года итальянским астрономом Андреа Боаттини в рамках программы поиска потенциально опасных околоземных объектов (NEO).
- Орбита астероида 2007 WD5 и его положение в Солнечной системе

Всплеск интереса к этому астероиду среди научного сообщества был вызван, когда расчёты показали, что астероид имеет очень высокую вероятность столкновения с Марсом 30 января 2008 года, которая первоначально оценивалась как 1 из 25. Однако более точные измерения, проведённые во время его сближения с Землёй до расстояния в 1,5 млн км, позволили уточнить параметры его орбиты и значительно снизить вероятность его столкновения с Марсом до 1 из 10 000. В результате проведённых в конце января 2008 года наблюдений выяснилось, что столкновения не произошло — астероид прошёл рядом с Марсом на расстоянии всего в 6,5 радиусов планеты, что привело к сильнейшим гравитационным возмущениям его орбиты со стороны этой планеты. Из-за невозможности получить более точные данные относительно этого сближения учёным так и не удалось установить, как именно изменилась орбита астероида, и рассчитать его новые орбитальные параметры. Таким образом, в настоящее время он считается «потерянным».

## Открытие
Открытие астероида было сделано в обсерватории, расположенной на горе Леммон, близ Тусона в штате Аризона в рамках обзора Каталины с использованием 1,5-метрового телескопа. 2007 WD5 был замечен спустя 19 дней после противостояния с Землёй в созвездии Тельца и имел яркость, в 400 000 раз меньшую той, которую может различить человек невооружённым глазом в тёмную ночь в отсутствие городской засветки, имея вид тусклой звёздочки 20,2m звёздной величины. А к моменту его сближения с Марсом яркость астероида и вовсе равнялась 25,9m, что было ещё в 190 раз меньше, чем на момент открытия.

## Сближение с Марсом

### Хронология наблюдений
- 1 ноября 2007 — за девятнадцать дней до своего открытия астероид проходит в 7,5 млн км (0,0476 а. е.) от Земли[6];
- 20 ноября 2007 — обнаружение астероида Андреа Боаттини в рамках обзора Каталина[2];
- 21 декабря 2007 — астероид преодолел половину пути между Землёй и Марсом (скорость 12,5 км/с). На тот момент вероятность столкновения астероида с Марсом 30 января 2008 года оценивается как 1 к 25. Считалось, что если столкновения не произойдёт, то астероид пролетит в 50 000 км от планеты;
- 28 декабря 2007 — официальное объявление об открытии астероида 2007 WD5 по трём фотографиям, сделанным 8 ноября 2007 года. Уточнена орбита астероида в области сближения с Марсом: зона неопределённости вокруг Марса, через которую должен пройти астероид сократилась с 1 миллиона до 400 000 км[3]. Астероид должен был пролететь не более чем 21 000 км от Марса и всего в 16 000 км от Деймоса[8];
- 2 января 2008 — по результатам наблюдения астероида Биллом Райаном (англ. Bill Ryan) на 2,4-метровом телескопе обсерватории Magdalena Ridge[англ.]  (англ.) вероятность столкновения астероида с Марсом была снижена до 1 к 28, а область неопределённости вокруг Марса сокращена до 200 000 км, пока что по-прежнему перекрывая планету[9];
- 8 января 2008 — по результатам наблюдения астероида на 3,5-метровом телескопе обсерватории Калар-Альто вероятность столкновения снизилась до 1 к 40, а зона неопределённости ещё в 3 раза[10];
- 9 января 2008 — после ещё нескольких наблюдений и уточнения орбиты вероятность столкновения была снижена до 1 к 10 000[4], а зона неопределённости до 26 000 км от центра планеты (7 радиусов Марса)[11]. Согласно расчётам, вероятность последующих сближений астероида с Марсом или Землёй в XXI века крайне мала.
- 30 января 2008 — астероид пролетел мимо Марса, который при этом сильно изменил его траекторию в результате чего астероид был потерян. Скорее всего он благополучно миновал планету на расстоянии в 3,25 диаметра Марса.

Как можно заметить, по мере сближения с планетой и уточнения данных вероятность столкновения неуклонно падает. Подобная тенденция весьма характерна при наблюдении астероидов и ранее (в декабре 2004 года) уже прослеживалась при исследовании астероида (99942) Апофис, угрожающего столкновением с Землёй в 2029 году — на данном этапе вероятность этого события составляет 2,7 %.

### Оценки последствий столкновения
Согласно расчётам учёных, в случае столкновения астероида с Марсом он врезался бы в него со скоростью 13,5 км/с, а энергия взрыва составила бы около 3 мегатонн в тротиловом эквиваленте. Тонкая атмосфера Марса не смогла бы существенно повлиять на целостность астероида, так что он достиг бы поверхности планеты практически неповреждённым, образовав на неё кратер диаметром 0,8 км. Место падения находилось бы чуть севернее места посадки марсохода Оппортьюнити.
Такие феномены, как Аризонский кратер или Тунгусский метеорит, скорее всего были вызваны падением на Землю объектов примерно такого же размера, как и данный астероид. Столкновение Земли с телами таких размеров происходит примерно раз в несколько сотен лет. Поскольку по массе Марс в 10 раз меньше Земли и, как следствие, обладает меньшей силой тяжести, то и астероидов из окружающего пространства он притягивает гораздо меньше, поэтому падение столь крупных метеоритов на Марс происходит примерно раз в тысячу лет.

## Будущие сближения
Интересно, что в июле 2003 года астероид уже сближался с Марсом, пройдя в 1,8 млн км (0,012 а. е.) от него, а спустя 5 лет уже вплотную пролетал мимо него. Сближение 2003 года вызвало куда менее критические изменения орбиты астероида, чем сближение 2008 года, поэтому где сейчас может быть астероид и будет ли он ещё сближаться с Марсом или с какой-либо другой планетой, сказать трудно. Хотя Марс не является такой крупной планетой как Юпитер и не способен вышвырнуть астероид за пределы Солнечной системы, однако, столь тесное сближение способно очень серьёзно изменить орбиту астероида. Просчитать это изменение очень сложно, поэтому на данный момент астероид считается «потерянным». Если считать, что астероид благополучно пролетел мимо Марса, то благодаря сильно вытянутой и слабо наклонённой орбите на начальном этапе сближения, он вряд ли в ближайшее время будет близко подходить к Земле или Марсу.